# Carlos Di Fulvio
Carlos Di Fulvio (Carrilobo, Córdoba, 5 de marzo de 1939) es un músico e historiador del folklore argentino. Se destaca como guitarrista autodidacta, poeta, compositor, arreglista instrumental, investigador folklórico e histórico. 
Finísimo guitarrista dueño de un particular estilo, tiene un lugar bien ganado junto a otros de sus compatriotas como Eduardo Falú, Atahualpa Yupanqui y Abel Fleury. 
Es hermano de don Hedgar Di Fulvio (1933-2013) quien además de médico pediatra también fue músico y cantor e investigador folklórico.

## Biografía
A los cuatro años se radicó junto a la familia en la ciudad de Córdoba y no descansó hasta que pudo concretar uno de sus más anhelados sueños: conocer la montaña. Su primer encuentro con el nuevo paisaje tuvo lugar a los 13 años y desde ese instante se sintió identificado con esa otra Argentina que se extiende de Córdoba al norte. 
Por ese entonces tuvieron lugar sus primeras incursiones en el arte. Mientras integraba el Cuerpo de Danzas Folclóricas del Teatro Rivera Indarte  de Córdoba y cursaba estudios de dibujo y pintura en la Escuela Provincial de Bellas Artes “Dr. Figueroa Alcorta”, añadía a su vocación artística la práctica del canto y de la guitarra. Cuando decidió abrazar la guitarra —dice el propio artista— “no fue para hacer cosas mejores o peores o para competir”, lo hizo con la meditación necesaria que debe tener un hombre para definir su vida y elegir su camino. Su decisión de abocarse al estudio de la guitarra fue motivada al escuchar por primera vez al virtuoso Abel Fleury.

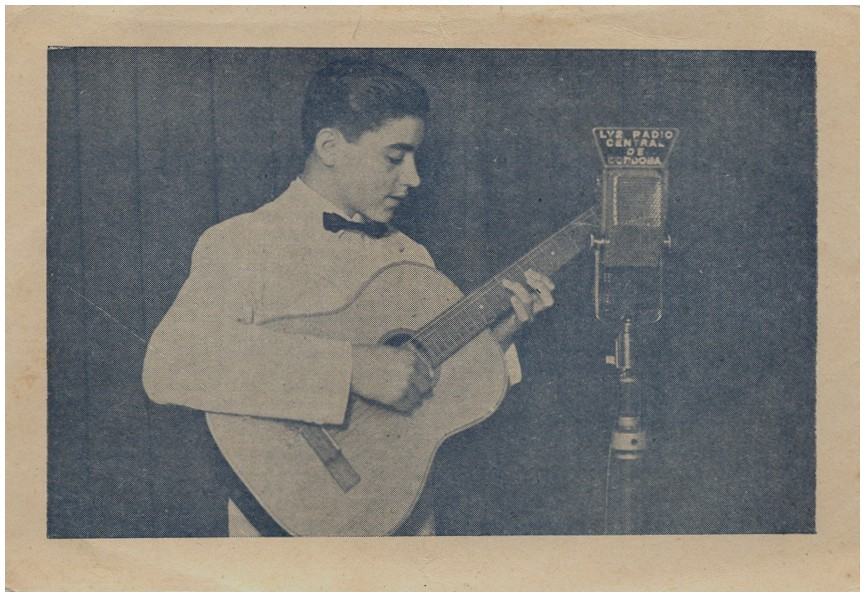
En 1953, en LV2

 Su primera presentación en público fue en enero de 1953 en el auditorio de LV2, entonces Radio Central, de Córdoba. Antes de cumplir los quince llegó a Buenos Aires en procura de ampliar su horizonte artístico. “Fue fugaz aquello, más bien una escaramuza; di un recital en el Aula Magna de la Facultad de Medicina, hice un programa en Radio Mitre y regresé al pago para seguir mis estudios, propósito que nunca cumplí, pues los abandoné cuando cursaba el tercer año del secundario”, recuerda. 
En 1957 vuelve a Buenos Aires para continuar con aquel primer intento interrumpido. El acercamiento a Achalay Huasi, famosa peña de entonces, lo vincula a Pancho Cárdenas, quien contribuyó a que diera sus primeros pasos firmes al llevarlo a la televisión. Luego vendrían actuaciones radiales, presentaciones en los grandes festivales que proyectaron su nombre a todo el país, y su ingreso en el sello RCA Victor. De esa época de primeras grabaciones recuerda risueñamente cuando presentó a la empresa las obras del disco que se iba a editar. Un directivo le comentó: “Hay mucho Di Fulvio, incluya otro autor”. Ante tal circunstancia adoptó el seudónimo de José Piedra Ríos y así salió airoso del trance. 
En 1958 su nombre ya era conocido en toda la Argentina: LS82 TV Canal 7, LR4 Radio Splendid, RCA Victor entre otros, fueron los medios coincidentes en difundir su obra como autor, compositor e intérprete. Desde su primera zamba, “Guitarrero”, escrita a los 19 años y firmada con ese seudónimo de José Piedra Ríos, nadie como él ha intentado en el territorio de la música popular de raíz folclórica ciclos tan amplios de obras integrales: Concierto supersticioso (1964), El nacimiento de la vidalita (1965), Canto monumento a la memoria de José María Paz (1967), La conquista del desierto (1970), El camino del Quijote (1972), Del altiplano a la pampa (1979), Canto brocheriano (a la memoria de José Gabriel Brochero) (1980) y Canto a la batalla de Tucumán (2012) son algunos de los hitos fundamentales en su propósito simbiótico de conjugar la música popular de un modo mesurado y culto. Muestra de ello es la cantidad de conciertos que a partir del año 1974 ha ido realizando con distintos organismos de jerarquía instrumental: Orquesta Sinfónica de Córdoba, Orquesta de Cámara de Bahía Blanca, Cuarteto de Cuerdas de la Universidad Nacional de Mar del Plata, entre otros. Fue uno de los gestores del Festival Nacional de Folklore de Cosquín y ha participado en casi todas sus ediciones. 
 Este cordobés nacido en la pampa gringa pero identificado con el norte provincial, ha dado al cancionero folclórico argentino algunas de sus obras más clásicas. A la mencionada “Guitarrero”, podemos agregar “Campo afuera”, “¿Se acuerda Doña Maclovia?”, “Cerro Salamanca”, “Un paso aquí, un tranco allá” y muchas otras. Actuó en alejados e insólitos escenarios, como la Antártida Argentina y en las islas Malvinas, donde en 1973 interpretó “Variaciones de vidalita” para la película Argentinísima II, siendo el primer artista argentino que actuó en el archipiélago malvinense. En 2008 realiza una gira por Holanda y España.
Carlos Di Fulvio es autodidacta. Aconsejado por maestros de la talla de Domingo Soderini, Francisco Javier Ocampo, María Luisa Anido y Mario Perini, ha sabido desempeñarse con solvencia en el sitial que las exigencias del consenso público le fuera adjudicando a través de los tiempos. Hoy, mientras su obra poética se ha transformado en material de análisis y enseñanza en escuelas de nivel secundario y terciario, su música forma parte del programa de estudio en algunos conservatorios para la formación de nuevos guitarristas argentinos. Como compositor de música, ha elevado el folklore argentino a niveles de excelencia. Sus obras han sido grabadas por destacados intérpretes de la música popular argentina: Abel Pintos, Alfredo Zitarrosa, Dúo Coplanacu, Horacio Guarany, Jorge Cafrune, Los 4 de Córdoba, Los Andariegos, Los Cantores de Quilla Huasi, Los Chalchaleros, Los de Salta, Los del Suquía, Los Huanca Hua, Los Trovadores, Los Tucu Tucu, Suna Rocha, Yamila Cafrune, entre muchos otros. Asimismo, algunas de sus obras forman parte del repertorio de coros y conjuntos musicales de formación y proyección académica.
Sufrió la censura de varias maneras y es, a la vez, uno de los nombres mayores y un secreto bien guardado del folclore argentino. El estilo circunspecto y profundo de Di Fulvio se ubica en las antípodas de esos frenéticos pedidos de palmas y del revoleo de ponchos: “Siempre entendí que la guitarra es un instrumento de cámara; no para multitudes sino para quienes pueden hacer silencio y escuchar”. Por encima de modas y circunstancias, su inspiración, su cuantiosa obra y su línea de conducta lo inscriben como un nombre grande de la música popular argentina.

## Premios, distinciones y reconocimientos
1959. Premio Martín Fierro, APTRA, Buenos Aires, programa televisivo “Sábados Criollos”
1960. Medalla de Plata “Nicolás Avellaneda”, Certamen Argentino del Poema Folclórico Ilustrado, Avellaneda, provincia de Buenos Aires
1960. Premio Martín Fierro, APTRA, Buenos Aires, programa televisivo “Sábados Criollos”
1961. Premio Martín Fierro, APTRA, Buenos Aires, programa televisivo “Sábados Criollos”
1982. Distinguido por el Servicio Oficial de Radiodifusión, Buenos Aires
1983. Distinción Discepolín, Secretaría de Cultura, Buenos Aires
1995. Premio Cóndor, Asociación Estampas y Memorias, La Plata
1995. Premio Santa Clara de Asís, Buenos Aires
1997. Distinción de la Universidad de Neigen Rhooden, Holanda
1999. Gran Premio SADAIC, Buenos Aires
2000. Premio agropecuario El Gauchito
2001. Premio Cóndor de Fuego, Asociación Estampas y Memorias, La Plata
2005. Premio Jerónimo Luis de Cabrera, Municipalidad de Córdoba
2005. Premio Cóndor de Oro, Asociación Estampas y Memorias, La Plata
2007. Personalidad Destacada de la Cultura, Legislatura de la Ciudad de Buenos Aires
2011. Premio a la Trayectoria Artística, Fondo Nacional de las Artes
2012. Mención de Honor "Senador Domingo Faustino Sarmiento", Senado de la Nación Argentina
2015. Académico de Honor, Academia Nacional del Folklore
Ha sido nombrado “Huésped de Honor” por las Municipalidades de Río Segundo (ciudad), Carrilobo, Villa Cura Brochero y Mina Clavero (prov. de Córdoba), las Municipalidades de Ramallo (Buenos Aires) y Avellaneda (Buenos Aires), los Consejos Deliberantes de las Municipalidades de Río Cuarto (ciudad) y Río Tercero (prov. de Córdoba), el Consejo Deliberante de la Municipalidad de Pergamino (Buenos Aires).
Podemos citar los siguientes reconocimientos: “Uno de los diez personajes del siglo, junto a Leopoldo Lugones” (diario La Voz del Interior, 2000); “Canto Monumento, una de las grabaciones más importantes del siglo” (diario Clarín, 2000); “Embajador por el mundo” (Municipalidad de Villa Tulumba, 2000); “Ciudadano destacado” (Consejo Deliberante, ciudad de Córdoba (Argentina), 2005); "Ciudadano ilustre" (Villa Allende, Córdoba, 2019).